# Plumbers Don't Wear Ties
Plumbers Don't Wear Ties é uma aventura gráfica adulta e simulador de namoro desenvolvido e publicado pela Kirin Entertainment para o 3DO Interactive Multiplayer. O jogo conta a história de John e Jane, que são pressionados por seus respectivos pais para encontrar alguém para casar. O trabalho do jogador é fazer com que John e Jane fiquem juntos.
Plumbers Don't Wear Ties recebeu avaliações negativas pelos seus valores de produção abismais, história sem sentido, má atuação, e por ser principalmente apresentado em forma de slides apesar de ter sido anunciado como um filme interativo. 

## Jogabilidade
A única jogabilidade (interação) consiste na escolha do desenrolar da estória (duas ou três escolhas) de maneira parecida a um menu de DVD, embora haja somente uma ou duas opções corretas. O jogar usa o direcional para fazer a escolha e pressiona o botão A para ver o que acontece em seguida. Em determinadas partes do jogo, o jogador tem a oportunidade de escolher quais ações John ou Jane farão; as escolhar certas aumentarão a proximidade entre os personagens, enquanto as escolhar erradas resultarão em um comentário de um dos dois narradores do jogo, que às vezes brigam enrte si. Se muitas escolhas erradas são feitas, o jogador recebe a opção de reiniciar o jogo ou tentar novamente e fazer a escolha certa.

## Enredo
Um curto fime mostra a personagem Jane introduzindo ao jogador os principais objetivos e regras do jogo. Deste ponto em diante, todo o formato do jogo será o de fotos estáticas com atores lendo o diálogo. O narrador também muda ao longo do jogo, antes de ser novamente revertido ao original algumas cenas depois.
No início da década de 1990, os residentes de Los Angeles John (Edward J. Forster) e Jane (Jeanne Basone), originária de Almonte, Ontário, estão ambos sofrendo pressão de seus respectivos pais para arranjar um bom cônjuge. John, um encanador, é intimado pela sua mãe (Violetta Gevorkian, voz de Samantha Eggersoll) a ir na casa dela com Amy, a atual namorada de John, para um jantar às 18:00. Enquanto isso, a estudante universária Jane, considerada a "filhinha do papai", vai fazer uma entrevista de emprego, depois de não gostar dos seus colegas de trabalho em sua empresa anterior.
John e Jane se encontram em um estacionamento às 08:00, e John se apoixana por Jane, chamando-a de "perfeita". John decide não ir trabalhar e fica no estacionamento esperando que Jane saia da sua entrevista de emprego, podendo assim se encontrar de novo com ela e pensando que isso é mais importante que seu trabalho, possivelmente pelo fato que sua mãe espera que ele obtenha uma esposa. É revelado que o jogo é narrado por Harry Armis (quem também atua como pai de Jane).
Durante a entrevista, o futuro chefe de Jane, Paul Mark Thresher (Paul Bokor), diz-lhe que, apesar de suas qualificações extraordinárias e recomendações, o posto foi anulado uma hora antes. Quando Jane fica irritada a respeito, Mark diz que "as coisas podem se arranhar" e pede para ela tirar sua roupa, numa tentativa de forçar Jane a fazer sexo com ele para conseguir o trabalho. Entretanto, quando Jane recusa, Mark tenta violentá-la e Jane eventualmente consegue fugir dele. Quando John descobre que ela está sendo perseguida por Mark, John aparece e salva ela, e Mark, Jane e John acabam no meio de uma casa abandonada. Nesse momento, Harry Armis é substituído por uma narradora feminina chamada Wilma (Thyra Metz). Ela é baleada várias vezes por Armis, que volta então como narrador.
Depois da perseguição, Mark tenta pagar a Jane 5 milhões de dólares por sexo. Se Jane aceita a oferta, isso forçará John a casar com Amy e ter 3 filhos para agradar a sua mãe, com Jane tornando-se prostituta. Jane recusa, depois que John diz que a ama, e que ela quer ficar com ele pelo resto da vida. John e Jane saem da casa e Mark é preso depois de chamar a polícia, com John e Jane retornando ao estacionamento onde se encontraram pela primeira vez.
Outro grupo de escolhas é então disponível para o jogador . Se a opção "Hollywood Ending" ("Final de Hollywood") é escolhida, Jane decide convidar John para um jantar e ambos vão para o apartamento dela na moto de John. Quando ele tenta dizer a ela que ele é encanador, Jane pensa que ele está brincando, e então replica, "Plumbers don't wear ties." ("Encanadores não usam gravata"). Se a opção "Gimme Something Completely Different" ("Dê-me algo completamente diferente") é selecionada, Jane confessa a John que ela ainda é virgem e que pensa em virar uma freira, para a surpresa de John. Depois de falhar em convencê-la a mudar de ideias, John é forçado a retornar a casa para jantar com sua mãe, que arranja um casamento combinado entre ele e Amy.

## Devenvolvimento
Plumbers Don't Wear Ties foi desenolvido pela Kirin Entertainment, empresa localisada em Fremont na Califórnia, uma subsidiária da Digital Stuff Inc. Foi desenvolvido e produzido por Michael Anderson. e a biblioteca Audio Micro.
O elenco do jogo é o seguinte: Edward J. Forster como John, Jeanne Basone como Jane, Paul Bokor as Thresher, Harry Armis como o narrador masculino e pai de Jane, Violetta Gevorkian como mãe de John (com Samantha Eggersoll como dubladora). Papéis extras realizador por Danny Beyda, Giovanni Cuarez, Grant Swanson, Daniel Tayler, and Soumaya Young.

## Recepção
O jogo foi considerado como um dos piores jogos de todos os tempos. Plumbers Don't Wear Ties recebeu avaliações negativas principalmente pelo fato de que a maioria do jogo constitia em uma apresentação de slides apesar de ter sido anunciado como um filme interativo (somente a introdução era). Outras críticas focaram mais a estória "surreal" e "sexista". Ele foi citado também como uma das razões principais pelo fracasso comercial do 3DO.